# Sigo
Sigo là một ứng dụng di động cung cấp dịch vụ thuê xe tự lái tại Việt Nam, cho phép người dùng thuê xe ô tô hoặc xe máy để tự lái mà không cần tài xế. Ứng dụng được phát triển bởi Công ty TNHH Sigo Việt Nam, với mục tiêu mang lại sự tiện lợi, linh hoạt và tiết kiệm chi phí cho người dùng tại các thành phố lớn như Hà Nội, TP. Hồ Chí Minh, Đà Nẵng và nhiều tỉnh thành khác trên cả nước.
Công ty được thành lập bởi ông Nguyễn Văn Long vào ngày 08 tháng 06 năm 2018 tại TP. Hồ Chí Minh, và hiện ông cũng là người quản lý công ty. Sigo đã nhanh chóng mở rộng quy mô hoạt động, cung cấp hơn 5.000 phương tiện cho thuê tính đến tháng 5 năm 2025, bao gồm xe máy, xe ô tô 4 chỗ và 7 chỗ từ nhiều thương hiệu nổi tiếng như Toyota, Honda, và VinFast.
Theo thông tin trên trang web chính thức, Sigo có hơn 1 triệu lượt đăng ký người dùng và đã thực hiện hơn 500.000 chuyến đi tính đến đầu năm 2025. Ứng dụng này được đánh giá cao nhờ giao diện thân thiện, quy trình thuê xe đơn giản và chính sách giá cả minh bạch.

## Lịch sử

### Thành lập và mở rộng
Sigo được thành lập vào ngày 08 tháng 06 năm 2018 bởi ông Nguyễn Văn Long. Ý tưởng thành lập Sigo xuất phát từ nhu cầu thuê xe tự lái ngày càng tăng tại Việt Nam, đặc biệt trong bối cảnh người dân muốn linh hoạt hơn trong việc di chuyển mà không cần sở hữu phương tiện cá nhân.
Vào năm 2021, Sigo triển khai dịch vụ tại TP. Hồ Chí Minh và Hà Nội với 500 xe đầu tiên. Đến năm 2023, công ty mở rộng dịch vụ ra 10 tỉnh thành khác, bao gồm Đà Nẵng, Nha Trang, và Cần Thơ. Sigo cũng hợp tác với các công ty bảo hiểm lớn như Bảo Việt và Petrolimex để đảm bảo an toàn cho người dùng trong quá trình thuê xe.

### Đột phá và phát triển
Năm 2024, Sigo nhận được khoản đầu tư 10 triệu USD từ quỹ đầu tư mạo hiểm VinaCapital, giúp công ty nâng cấp công nghệ và mở rộng đội xe lên 5.000 phương tiện. Cùng năm, Sigo ra mắt tính năng “Thuê xe dài hạn” nhằm phục vụ khách hàng có nhu cầu sử dụng xe trong thời gian từ 1 tháng trở lên.
Tháng 3 năm 2025, Sigo được Tạp chí Doanh nghiệp Việt Nam vinh danh là một trong “10 startup công nghệ nổi bật” nhờ mô hình kinh doanh sáng tạo và đóng góp tích cực vào ngành giao thông vận tải.